# Tomoyasu Hotei
Tomoyasu Hotei (布袋寅泰 Hotei Tomoyasu?,  Takasaki, Gunma; 1 de febrero, 1962) es un músico, guitarrista y actor japonés.

## Biografía
Comenzó tocando la guitarra en el instituto. Quedó finalista en una competición escolar con su banda 'Blue Film'. Fue expulsado poco antes de su graduación por responder, ante una advertencia por llevar el pelo largo, que Jesús también lo llevaba. Viajó a Tokio donde recibió una llamada de Himuro. No se conocían pero acudieron a audiciones para una nueva banda que en 1981 sería Boøwy, de seis miembros. La banda obtuvo bastante éxito en Japón y en 1986 consiguió su primer millón en ventas con Beat Emotion.
Tras la ruptura de la banda en 1988, Hotei se estableció como estrella en solitario al igual que el cantante de Boøwy Kyosuke Himuro. Hotei hizo dos álbumes con Koji Kikkawa como Complex, los dos llegaron a número uno en las listas nacionales. Hotei graba con frecuencia en el extranjero y ha colaborado con muchos músicos extranjeros como David Bowie en el Nippon Budōkan en 1996 y Michael Kamen en la ceremonia de clausura de los Juegos Olímpicos de Atlanta de 1996.
Luego Hotei grabó 'Concierto de guitarra' con Kamen. También trabajó con Andy Mackay de Roxy Music, con el guitarrista Chris Spedding y con Mike Edwards de Jesus Jones. Toca a veces en Europa incluyendo entre sus actuaciones festivales de primer orden. Su baterista habitual durante los últimos años, Zachary Alford, ha trabajado previamente con Bruce Springsteen y David Bowie. Su álbum 'Supersonic Generation' de 1998, grabado en parte con Apollo 440 y Ofra Haza, se publicó en 14 países europeos.
Además de publicar muchos álbumes best-seller, Hotei protagoniza y ha compuesto e interpretado la banda musical de Samurai Fiction, de Hiroyuki Nakano. Compuso la banda sonora de Miedo y asco en Las Vegas de Terry Gilliam junto a Ray Cooper. Es famoso su tema Battle without Honor or Humanity que fue usada por Quentin Tarantino en su película Kill Bill, en el juego Dance Dance Revolution SuperNOVA de la PlayStation 2 y en la película de Michael Bay Transformers.
Hotei grabó una versión del 'Happy Xmas (War Is Over)' de John Lennon para Merry Axemas, un álbum navideño instrumental de guitarras con temas de Jeff Beck, Joe Perry y Steve Vai.
También participó en el álbum Worlds Collide (de Apocalyptica) con el tema 'Grace' en el 2007
Hotei se ha aventurado en el mundo del videojuego con su canción 'Thrill', que aparece en el juego de Nintendo DS 'Osu! Tatakae! Ouendan' al que siguió la secuela 'Moero! Nekketsu Rhythm Damashii' en la que interpreta otra de sus canciones: 'Bambina'.
Tomoyasu Hotei está casado con la también actriz y cantante Miki Imai.

## Discografía

### Sencillos
- "Deja-vu" (12 de diciembre de 1990)
- "Beat Emotion" (29 de junio de 1991)
- "You" (4 de diciembre de 1991)
- "Lonely Wild" (22 de Lulio, 1992)
- "Saraba Seishun no Hikari" (さらば青春の光, 28 de julio de 1993)
- "Surrender" (サレンダー, 30 de marzo de 1994)
- "Bara to Ame" (薔薇と雨,14 de diciembre de 1994)
- "Poison" (25 de junio de 1995)
- "Thrill" (スリル, 18 de octubre de 1995
- "Last Scene" (ラストシーン, 24 de enero de 1996)
- "Inochi wa Moyashitsukusu tame no Mono" (命は燃やしつくすためのもの 24 de mayo de 1996)
- "Circus" (23 de octubre de 1996)
- "Change Yourself!" (1 de agosto de 1997)
- "Thank You & Good Bye" (28 de enero de 1998)
- "Bambina" (バンビーナ, 16 de abril de 1999)
- "Nobody Is Perfect" (12 de mayo de 1999)
- "Vampire" (30 de agosto de 2000)
- "Love Junkie" (25 de octubre de 2000)
- "Born to be Free" (1 de enero de 2001)
- "Russian Roulette" (6 de febrero de 2002)
- "Destiny Rose" (17 de octubre de 2002)
- "Nocturne No.9" (27 de agosto de 2003)
- "Another Battle" (アナザー・バトル, 30 de junio de 2004)
- "Identity" (23 de febrero de 2005)
- "Liberty Wings" (27 de abril de 2005)
- "Battle Funktastic" (25 de enero de 2006)

en colaboración con Rip Slyme.
- "Back Streets of Tokyo" (23 de agosto de 2006)

en colaboración con Brian Setzer.
- "Stereocaster" (ステレオキャスター, 8 de noviembre de 2006)

en colaboración con Char.

### Álbumes
- Guitarhythm (5 de octubre de 1988)
- Guitarhythm II (27 de septiembre de 1991)
- Guitarhythm III (23 de septiembre de 1992)
- Guitarhythm IV (1 de junio de 1994)
- King & Queen (28 de febrero de 1996)
- Supersonic Generation (29 de abril de 1998)
- fetish (29 de noviembre de 2000)
- Scorpio Rising (6 de marzo de 2002)
- Doberman (album)|Doberman]] (26 de septiembre de 2003)
- Monster Drive (15 de junio de 2005)
- Monster Drive Party!!! (13 de septiembre de 2005)
- Soul Sessions (2006)
- Ambivalent (24 de octubre de 2007)
- Guitarhythm V (18 de febrero de 2009)

### Compilaciones
- Greatest Hits 1990 - 1999 (23 de junio de 1999)
- Electric Samurai (30 de marzo de 2004)
- All Time Super Best (7 de diciembre de 2005)

### Álbumes en vivo
- Guitarhythm activ tour 91-92 (1992)
- Guitarhythm wild (1993)
- Space cowboy show (1997)
- Tonight I'm Yours (1992)
- Guitarhythm wild (1993)
- Space cowboy show (1997)
- Rock The Future Tour 2000-2001 (2001)
- Live in Budokan (2002)
- Monster drive party!!! (2005)
- Mtv unplugged (2007)

### DVD
- Guitarhythm (1989)
- Guitarhythm active tour '91-'92 (1992)
- Guitarhythm wild (1993)
- Serious clips (1994)
- Guitarhythm serious climax (1995)
- Cyber city never sleep (1996)
- H (1996)
- Space cowboy show (1997)
- Ssg live rock the future (1998)
- Greatest video 1994-1999 (1999)
- Tonight i'm yours (2000)
- Rock the future 2000-2001 (2001)
- Hotei jukebox (2001)
- Live in budokan (2003)
- Doberman dvd (2003)
- The live doberman (2004)
- Top runner (2005)
- Monster drive party!!! (2005)
- All time super clips (2006)
- All time super best tour (2006)
- Hotei presents "super soul sessions"BRIAN SETZER vs HOTEI vs CHAR" (2007)
- Mtv unplgged (2006)
- Hotei and The wanderers funky punky tour2007-2008 (2008)
- Guitarhythm V tour ((2009)
- HOTEI+TODAIJI SPECIAL LIVE -Fly into your dream- (2009)

## Videografía
- Aka Kage como Rannosuke Kazamatsuri (風祭龍之介) 2001, Hiroyuki Nakano
- Samurai Fiction ~SF episode 1~ como Rannosuke Kazamatsuri (風祭龍之介) 1998, Hiroyuki Nakano